# Söråkers FF
Söråkers FF är en fotbollsförening i Timrå kommun i Sverige.
Föreningen bildades 2001 som ett resultat av separationen mellan bandy- och fotbollssektion i den betydligt äldre föreningen Söråkers IF, som grundades 1927. Bandyverksamheten startade föreningen Söråkers IF Bandy.
I föreningen återfinns ett herrlag i division IV, ett damlag i division III samt en utbredd ungdomsverksamhet.
Lördagen den 14 augusti 2010 sattes Söråkers FF:s nuvarande publikrekord då 726 personer såg derbyt emellan Söråkers FF och Ljustorps IF.
Säsongen 2012 nåddes föreningens (räknat från 1928) största framgång på herrsidan då laget slutade på fjärde plats i division IV Medelpad. Detta blev nionde året i rad med ett bättre resultat än föregående år.

## Spelartrupp Herr 2013
Spelartruppen aktuell per den 1 oktober 2013.
| Nr | Land     | Pos | Namn              |
| -- | -------- | --- | ----------------- |
| 90 | Sverige  | MV  | Peter Rönnqvist   |
| 45 | Sverige  | MV  | Joakim Jönsson    |
| 45 | Sverige  | MV  | Mikael Gustafsson |
| 2  | Sverige  | F   | Filip Nyberg      |
| 21 | Sverige  | F   | Samuel Fisk       |
| 20 | Sverige  | F   | Anders Viklund    |
| 11 | Sverige  | F   | Ramesh Abidi      |
| 4  | Portugal | F   | Robert Lagergren  |
| 18 | Sverige  | F   | Dan Mellberg      |
| 18 | Sverige  | F   | Jonas Nordström   |
| 15 | Sverige  | MF  | Joel Hammarström  |

| Nr | Land    | Pos | Namn                            |
| -- | ------- | --- | ------------------------------- |
| 9  | Sverige | MF  | Robin Cardegren                 |
| 9  | Sverige | MF  | Patrik Lundgren                 |
| 22 | Sverige | MF  | Jesper Nylander                 |
|    | Sverige | MF  | Niklas Svedjeskog (Vice Kapten) |
| 3  | Sverige | MF  | Zahir Rajabi                    |
| 5  | Sverige | A   | Tommi Torvela                   |
|    | Sverige | A   | Victor Dagfält                  |
| 14 | Sverige | A   | Emil Sjögren                    |
| 19 | Sverige | A   | Marcus Haeggström               |

### Kända spelare
- Mattias Nylund
- Jesper Edström
- Yonathan Helsing